# Hans Hiedler

Hans Hiedler

Johann „Hans“ Hiedler (* 26. Oktober 1898 in Krems an der Donau; † 16. September 1941 in Kraljevo, Serbien) war ein deutsch-österreichischer Politiker (NSDAP) und SS-Führer.

## Leben und Wirken
Nach dem Besuch der Volksschule und der Realschule kämpfte Hans Hiedler von Mai 1916 bis November 1918 mit dem österreichischen (?) Infanterie-Regiment Nr. 15 im Ersten Weltkrieg und nahm dabei an der 10., 11. und 12. Isonzoschlacht sowie an Stellungskämpfen am Karst und an der Piave teil. Am 1. Februar 1918 wurde er zum Leutnant der Reserve ernannt. Im Krieg wurde er unter anderem mit der Silbernen Tapferkeitsmedaille I. und II. Klasse, der Bronzenen Tapferkeitsmedaille und dem Karl-Truppenkreuz ausgezeichnet.
Nach Kriegsende studierte Hiedler bis 1927 an der Technischen Hochschule in Wien. In den Jahren 1928 und 1929 war er im Vermessungsdienst tätig, um anschließend von 1929 bis 1931 als Zug- und Kompanieführer dem Heimatschutz Krems anzugehören.
1932 trat er in die SS (SS-Nummer 49.389) und zum 4. März 1932 in die NSDAP ein (Mitgliedsnummer 895.717). Vom Juli 1932 bis zum August 1933 führte Hiedler den SS-Sturm in Krems, danach amtierte er bis zum November 1935 als Führer der SS-Standarte 52 (Nieder-Österreich). Im November 1935 wurde Hiedler Mitglied der Landesleitung der damals illegalen NSDAP in Österreich, der er bis kurz vor dem Anschluss Österreichs an den NS-Staat im März 1938 angehörte. Von Mai bis Dezember 1936 und vom April bis September 1937 amtierte er als Geschäftsführer und Organisationsleiter der Partei, während er in der übrigen Zeit in „beratender und stellvertretender Eigenschaft“ tätig war.
Am 18. Juni 1933 wurde Hiedler erstmals für drei Wochen von den österreichischen Behörden in Haft genommen. Später war er vom 11. Mai bis zum 12. Oktober 1934 im Anhaltelager Wöllersdorf inhaftiert. Vom 18. Juni 1935 bis zum März 1938 wurde er von der Staatspolizei wegen Hochverrats steckbrieflich gesucht.
Auf dem Reichsparteitag von 1937 wurde Hiedler von Heinrich Himmler zum SS-Sturmbannführer ernannt.
Von 1938 bis zu seinem Tod bei Kampfhandlungen während des Zweiten Weltkrieges im September 1941 gehörte Hiedler dem nationalsozialistischen Reichstag als Abgeordneter für das Land Österreich bzw. das Gau Ostmark an. Sein Mandat wurde nach seinem Tod von Ludwig Uhl weitergeführt.